# Nicolosia Bellini

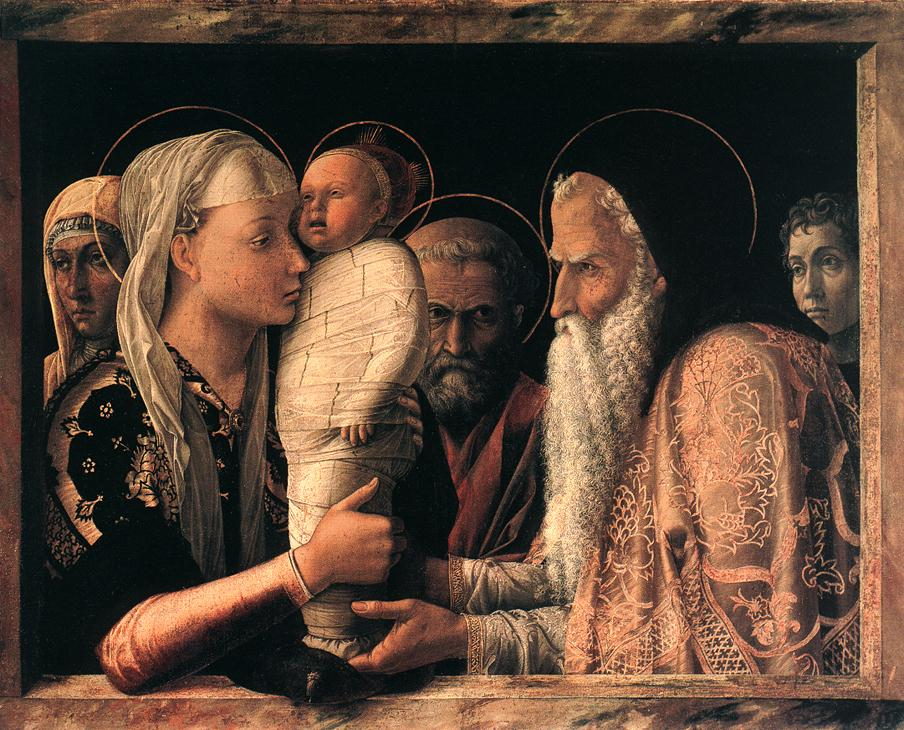
Andrea Mantegna, Presentazione al Tempio, 1455, Gemäldegalerie (Berlino). Nella prima donna a sinistra si ravviserebbero le fattezze di Nicolosia Bellini.

Nicolosia Bellini (Venezia, XV secolo – Mantova?, XV secolo), fu la prima moglie del pittore Andrea Mantegna.

## Biografia
Nicolosia era figlia del celebre pittore veneziano Jacopo Bellini (1396-1470) e sorella dei pittori Gentile e Giovanni.
Nel 1453 sposò a Padova Andrea Mantegna, che si legò così all'illustre famiglia di artisti veneziani; la coppia ebbe alcuni figli.
Nel dipinto di Andrea Mantegna del 1455 Presentazione al Tempio, il pittore avrebbe ritratto se stesso (personaggio all'estrema destra) e la moglie (personaggio all'estrema sinistra). La giovane donna posò forse anche per un'altra Presentazione al Tempio, opera invece del fratello Giovanni.
Dopo la morte di Nicolosia, Mantegna si risposò con una donna della famiglia Nuvolosi.